# Talmo (Géorgie)
Pour les articles homonymes, voir Talmo.
Talmo est une ville américaine située dans le comté de Jackson, en Géorgie. Selon le recensement de 2020, sa population est de 257 habitants.